# 名古屋行き最終列車
『名古屋行き最終列車』（なごやゆきさいしゅうれっしゃ）は、名古屋テレビ放送（メ〜テレ）で2012年から放送されている日本のテレビドラマシリーズ。

## 概要
名古屋鉄道（名鉄）の各駅から名古屋駅へ向かう終電を舞台としたコメディ作品。シリーズは全作4～5日連続の帯形式で放送されている。
名鉄が制作に全面協力しており、終電後や臨時列車を走らせての撮影も行われている。放送前には同社の6000系電車に番組ポスターをデザインした特製ヘッドマークを装着した告知列車が運行されている。
全作にご当地のアイドルグループであるSKE48とBOYS AND MENが関与しており、前者は第1～7弾までは松井玲奈が主演を務め、第8弾以降はグループのメンバーがオムニバス出演する「SKE48編」が制作されている。
2023年1月から新シリーズ『最終列車で始まる恋』を放送。

### 放送
2012年12月に名古屋テレビ放送開局50周年記念作品として第1弾が放送されたのを皮切りに、以後は2014年1月に第2弾、2015年2月に第3弾、2016年2月に第4弾が放送された。2017年には開局55周年記念作品として第5弾『名古屋行き最終列車2017』が放送。これ以降、タイトルには放送年の西暦が入る『名古屋行き最終列車20○○』形式に移行した。
第3弾は2016年1月16日から29日まで、東海3県の映画館でも上映された。
2018年1月には第6弾『名古屋行き最終列車2018』が放送。毎週火曜0:20 - 0:50（毎週月曜深夜）にレギュラー放送される。
放送期間中だった2018年2月21日、第3弾から出演していた大杉漣が急逝。追悼企画として、同年3月12日に『大杉漣さん追悼 メ〜テレドラマ 名古屋行き最終列車〜あるラーメン屋の主人の物語〜』（14:00 - 15:23）が放送された。続く翌13日（12日深夜）には放送中の『名古屋行き最終列車2018』において、大杉のシリーズ最終出演話となる第9話が放送された。
2019年1月には通常の第7弾『名古屋行き最終列車2019』が放送。このシリーズから柚希礼音らが加入した。毎週火曜（月曜深夜）0:20 - 0:50のレギュラー放送に加え、8月に『名古屋行き最終列車2019～夏～内海で愛を叫ぼう』がBOYS AND MEN研究生の三隅一輝、松岡拳紀介、中原聡太を主演に制作された。
2020年1月に第8弾『名古屋行き最終列車2020』が放送。第1弾からレギュラーだった松井玲奈の卒業が発表され、本編とは別にSKE48編が放送され全5回の放送となり、3年ぶりに単発ドラマ計5本の構成となる。番組ポスターには名古屋市出身の漫画家･江川達也のイラストが使用されている。11月3日～5日には『名古屋行き最終列車～三河線編～』が鈴木福主演、SKE48の末永桜花ヒロインで放送された。
2021年2月に第9弾『名古屋行き最終列車2021』が放送。第8弾同様、本編とは別にSKE48編が放送され全5回、単発ドラマ計5本の構成となる。
2022年に第10弾『名古屋行き最終列車2022』が放送が決定し、SKE48篇の主演を2022年4月に卒業予定の大場美奈主演が決定している。　2021年12月15日　2022年1月18日（17日深夜）より4週連続放送される事、長良川鉄道、樽見鉄道、リニモ、あおなみ線へ舞台路線を拡大することが発表された。。本編3本とSKE48編の単発ドラマ4本の構成となる。
2022年12月5日・6日に2夜連続花澤香菜主演で『名古屋行き最終列車～樽見鉄道編～』『「名古屋行き最終列車～樽見鉄道に再び乗る編～』が放送。
2023年2月に『17歳の監督 〜名古屋行き最終列車大垣編〜』が放送。2020年の「三河線編」でも主演を務めた鈴木福が3年ぶりにシリーズ主演を務める。

## キャスト

### 第1弾 (2012年)
2012年12月18日から12月21日の4夜連続放送。12月22日に完全版が放送された。開局50周年記念番組。

#### 全話共通 (第1弾)
1話から4話のエンディング直後のアナザーストーリー（サントリー「ザ・プレミアム・モルツ」とのタイアップインフォマーシャル）に登場。（本放送時のみ）森本宗太郎編第1弾
森本宗太郎：六角精児
名古屋鉄道忘れ物承り所係員。鉄道マニアで、「鉄太郎」のハンドルネームで鉄道のホームページを持つ。自宅では名鉄電車のNゲージを走らせている。
小料理屋のおかみ：角直子
家庭料理「呑菜 ゆうさく」のおかみ。

#### 1番ホーム〜23時40分 名鉄岐阜発〜
吉川一美編 第1弾
吉川一美：松井玲奈（SKE48）
白通第一企画開発課。初めて任されたプレゼンの資料とUSBが入った紙袋を電車に忘れてしまう。その資料を探す内に、スリに間違えられてしまい、警察で長時間拘束されてしまう。
河村宗介：片岡信和
一美といつも同じ電車に乗るサラリーマン。寝過ごしそうになり慌てて降りた電車に忘れたプレゼンの書類を、隣に座っていた一美に届けてもらう。
その他のキャスト
課長：堀田和則
河村の上司。
サラリーマン：辻本達規（BOYS AND MEN）
一美が忘れた資料を自分の持っていた資料と一緒に持っていってしまったサラリーマン。上司にすぐ駅に届けるよう言われたが、取引先との打ち合わせを優先し、届けずに持ち歩いてしまう。
サラリーマンの上司：久川徳明
駅員：佐藤裕二（メ〜テレアナウンサー）
笠松駅の駅員。
乗客：MICRO（HOME MADE 家族）
マイクを忘れた乗客
乗客：矢野きよ実
「春が来る」と書いた書を忘れた乗客。
乗客：齋藤彰俊
チャンピオンベルトを忘れた乗客。
乗客：栗林栗子
一美をスリをした犯人だと勘違いして騒ぎ立てた乗客。
警察官：ナイツ
一美を取り調べる警察官。

#### 2番ホーム〜23時31分 中部国際空港発〜
田中昌一：中間淳太（関西ジャニーズJr.）
中部国際空港内にある回転寿司丸忠の見習いの寿司職人。毎日終電で父親に説教されている。アニメ関係の仕事に就くのが夢だったが、現在は寿司職人を心底目指しており、休日には一流寿司店を巡って勉強している。
田中昌平：渡辺哲
昌一の父親。かつて一軒の寿司屋を経営していたが、弟子が独立し店を出す際に保証人となるも、その弟子が夜逃げしてしまい、借金返済のために店を畳み、更に妻が心労で亡くなったことで人を信用しなくなった。
如月咲子：佐藤ありさ
回転寿司丸忠の女性店員。昌平に昌一と交際していると勘違いされる。
その他のキャスト
柳田：上田定行
中部国際空港内にある高山ラーメン店の店長。
珍：憲俊
中部国際空港内にある刀削麺店の店長。

#### 3番ホーム〜23時20分 新鵜沼発〜
西本貴之編第1弾
西本貴之：山崎樹範
バカ正直で仕事ができないサラリーマン。いつも終電で一緒になる冴子に、面白い話はないかとネタの提供を求められ、様々な失敗談などのエピソードを話すうちに、ストレスが発散されたのか仕事がはかどるようになるが、恋人と破局したことが原因で再び腑抜けてしまい大失敗してしまう。
加納冴子：増井みお（ぱすぽ☆）
人気ギャグ漫画家。『崖の上のアリエッピィ』は映画化された（2番ホームで言及あり）。家は両親がギスギスしているため、電車の中でアイデアを考える習慣がある。締め切りに追われ、いつも終電で一緒になる西本にネタの提供を求める。
山下あゆみ：大野由香
西本の同僚で恋人。残業続きで休日も仕事に追われる貴之に愛想を尽かし、社長の息子である田中に乗り換える。
その他のキャスト
江川：伊沢勉
西本の上司（課長）。
田中：深山義夫
取引先の社長。骨董趣味がある。
田中の息子：水野勝（BOYS AND MEN）
あゆみの新しい恋人。話がつまらない。
アナウンサー：塩尻奈都子（メ〜テレアナウンサー）
冴子と貴之の婚約発表記者会見を取材に訪れたアナウンサー。

#### 4番ホーム〜23時34分 東岡崎発〜
山下：笹野高史
65歳。定年を控えたまるや八丁味噌の味噌職人。社長から会社の顧問にと誘われている。5年前に妻を亡くし、一人娘は結婚し東京で暮らしている。社長と同姓。最後の仕込みで終電で帰る日が続き、野田とのおしゃべりが楽しくなる。
野田：白石美帆
東岡崎駅近くの弁当屋の店長。亡くなった母が名古屋のまるやの販売店で働いていた。かつて母がまるやの社長に世話になり、同姓の山下と間違えて親しくなる。
その他のキャスト
山下：岩川均
まるや八丁味噌の社長。
岡部：池戸陽平
まるや八丁味噌の従業員。
従業員：本田剛文（BOYS AND MEN）
まるや八丁味噌の従業員。

### 第2弾 (2014年)
2014年1月28日から1月31日の4夜連続放送。2月1日に完全版が放送された。六角、松井、山崎、増井、片岡は前回と同一の人物で出演し、内容も第1夜と第3夜は前回の続編・後日談となっている。

#### 全話共通（第2弾）
森本宗太郎：六角精児
名古屋鉄道忘れ物承り所主任。第4夜では主演として登場。
第1夜から第4夜のエンディング直後には『主任の夜』としてアナザーストーリー（サントリー「ザ・プレミアム・モルツ」とのタイアップインフォマーシャル）も放送。

#### 第1夜（第2弾）
吉川一美編第2弾
吉川一美：松井玲奈（SKE48）
白通新規事業部・ヒーリングツアー企画プロデュース部長。第4夜の終盤にも登場。
河村宗介：片岡信和
白通第一企画開発課長。一美の仕事の良き相談相手となっている。
木村久右ヱ門：西岡德馬
豊川にてバラ農園を営むバラ組合会長。次々と新種のバラを開発した腕利きの職人だが、息子も手を焼くほどの頑固で偏屈な性格。妻を亡くしてからはそれがますますひどくなって周囲からも孤立してしまい、家族とも断絶している。
木村龍一：湯江健幸
久右ヱ門の息子。関係が絶えている久右ヱ門のことを気にかけている。
浩美：吉川正洋（ダーリンハニー）
会社での人間関係に耐えられず会社を辞職し引きこもりになった青年。母親が興味を示した一美のヒーリングツアーに参加し、次第に外に出るようになる。
美優：綾瀬麗奈（dela）
男性不信に陥った女性。一美のヒーリングツアーに参加し、男性と会話できるようになる。
その他のキャスト
村上：岩井久美子
一美の部下。
広中：松井真人
一美の部下。
アニメオタク：カズ祥
ヒーリングツアー参加客。浩美と意気投合する。
綾子：西山諒
龍一の妻
浩美の母：岬ミレホ
一美の上司：上田定行

#### 第2夜（第2弾）
杉本忠編第1弾
杉本忠：田山涼成
新婦の父。娘の結婚を快く思っていない。安城で50年続くうどん屋（味噌煮込みうどん）の店主。気は短いが反省はする性格である。サウナが好き。
松山裕：ラサール石井
新郎の父。息子の結婚を快く思っていない。大阪で80年続くうどん屋（うどんすき）の店主。かつては息子が店を継ぐことを望んでいた。杉本と同様に気は短いがすぐに反省する性格で、杉本と同様にサウナが好き。
松山有紀：山村紅葉
松山の妻（新郎の母）。夫とは違い息子の結婚に前向きで、息子が家業を継がなかったことにも理解を示している。
杉本邦子：小島範子
杉本の妻（新婦の母）。夫とは違い娘の結婚に前向きである。
杉本涼子：犬塚志乃（dela）
新婦。杉本夫妻の一人娘。職場のある岐阜にて京介と結婚式を挙げる。
松山京介：田村侑久（BOYS AND MEN）
新郎。松山夫妻の一人息子。大学卒業後にうどん屋を継ぐ予定であったが、涼子と一緒に刃物の会社に就職した。
その他のキャスト
サウナの客：齋藤彰俊
空港係員：川辺優紀子

#### 第3夜（第2弾）
#第1弾第3夜の続編。前編から数年が経った設定である。西本貴之編第2弾・東野西男編第1弾
西本貴之：山崎樹範
冴子と結婚後は、「イクメン」を自称する主夫である。相変わらず失敗を重ねているが、東野の出現により、漫画の原作者から単なるメモ係に降格、東野に対抗心を燃やし始める。
加納冴子：増井みお（PASSPO☆）
結婚後も連載5本を抱える人気漫画家。家事は貴之と家政婦に任せている。娘の萌が生まれた後も電車の中でのネタ作りを続けている。貴之の失敗が娘を巻き込むようになり、「他人なら笑えるけど、身内だと全く笑えない」と思うようになっていた。
萌：岡田明子
貴之と冴子の娘。幼稚園児。
東野西男：今野浩喜（キングオブコメディ）
貴之と冴子が電車の中で会った美術商。かつての貴之のような失敗談の数々に冴子が興味を持ち、貴之に代わって漫画の原作者となる。
その他のキャスト
篠田：長尾しのぶ
貴之・冴子夫婦宅の家政婦。
刑事：佐藤裕二（メ〜テレアナウンサー）
警官：堂野浩久（メ〜テレアナウンサー）
「けいば 最終便」メインキャスター：金沢歩（メ〜テレアナウンサー）
保育士：田中麻耶（メ〜テレアナウンサー）

#### 第4夜（第2弾）
森本宗太郎編第2弾
加世子：鶴田真由
菜々子の母親。有松絞りの職人。夫とは1年前に離婚しており、忙しくて菜々子の相手ができないことを気にかけていた。菜々子の話を聞き、森本と菜々子と3人で会うようになる。
菜々子：谷花音
父親の影響で鉄道好きになった小学生。趣味が合う森本と親しくなり、森本を「師匠」と呼んで行動を共にする。
夏子：石河美幸
森本の母。
秋子：鳥居美江
森本の叔母。通称「お見合いおばさん」。

### 第3弾 (2015年)
2015年2月3日から2月7日の未明（深夜）に5夜連続放送。2月7日に完全版が放送された。六角、松井が同一の人物で出演しているほか、前回の後日談となる第1夜、第2夜、第4夜もそれぞれ前回と同様のキャストが出演している。
また、2014年6月1日に名鉄の制服が一新されたため、このドラマでも制服は現行の物に変更されている。

#### 全話共通（第3弾）
森本宗太郎：六角精児
名古屋鉄道忘れ物承り所主任。第4夜では主演として登場。
第1夜から第5夜のエンディング直後には『駅弁鉄倶楽部』としてアナザーストーリー（サントリー「ザ・プレミアム・モルツ」とのタイアップインフォマーシャル）も放送。

#### 第1夜（第3弾）
#第2弾第2夜の続編である。杉本忠編第2弾
杉本忠：田山涼成
松山裕：ラサール石井
京介からプレゼントされた日間賀島旅行の仕切り役を務める。「店を休めない」という理由から、一泊の予定を日帰りに切り替える。
松山有紀：山村紅葉
旅行当日は夫婦喧嘩の真っ最中であった。何かと張り合う夫たちとは対照的に、夫への不満で邦子と意気投合する。
杉本邦子：小島範子
松山京介：田村侑久（BOYS AND MEN）
松山涼子：犬塚志乃（dela）
京介と結婚して松山姓に変わっている。旅行帰りの両親たちに妊娠を報告する。

#### 第2夜（第3弾）
#第1弾第3夜、第2弾第3夜の続編である。西本貴之編第3弾
西本貴之：山崎樹範
冴子が提案した寄付金の額を「一千万円」とするところを「十億円」と間違い、貯金のすべてを失い、家や印税も差し押さえとなる。さらに追徴課税を受け、豪邸暮らしから一転、安アパートでの貧乏生活となる。
加納冴子：増井みお（PASSPO☆）
貴之が仕事上の金銭管理について無知であったことから結果として脱税をしていたことになり、バッシングを受けてすべての漫画連載を失う。起死回生のために漫画家から純文学作家への転身を目指し、小説の題材となる「無償の愛」のエピソードを求め、電車の中でネタの収集に励む。
玉川光彦：岩崎う大（かもめんたる）
電車の中で偶然会ったが、実はアパートの隣人であった。ウズラに並々ならぬ愛情を注いでいる。冴子はそれを無償の愛だと感銘し、小説『うずらく園』を書き上げる。
吉田珠代・吉田美奈代：阿佐ヶ谷姉妹
平凡な結婚のエピソードにキャラクター設定や事件を追加し、ドラマチックな恋愛結婚であったかのように変えることを目的とした「純愛倶楽部」の主催者。
萌：岡田明子
一家が貧乏暮らしに変わっても、「パパとママと一緒にいるだけで楽しい」と明るく過ごしている。
その他のキャスト
早乙女純太：田内康介
早乙女愛子：こじまけいこ
早乙女純太と愛子は、「純愛を貫いたカリスマ夫婦」として話題となっていたカップル。しかしそのエピソードはすべて純愛倶楽部が作り上げたもので、実際はネット上で知り合った平凡な公務員とOLであった。

#### 第3夜（第3弾）
ラーメンえん楽編第1弾・小林豊編第1弾
今村武雄：大杉漣
神宮前にあるラーメン屋「えん楽」大将。仕事や生活に特に不満はなかったが、「何のために店を続けているのか」という思いに駆られ、38年間続けた店を2週間後に辞める決心をする。
前田清：波岡一喜
15年前、今村が知り合いの保護司から紹介されえん楽で働いていた青年。真面目で努力家だったが、自分を信じてくれていないという誤解をして店を飛び出し、それ以来連絡が取れなくなる。
小林豊：小林豊（BOYS AND MEN）
本人役。下積み時代にえん楽の常連客であったアイドル。今村はその素性を知らない。えん楽閉店の件を自身のラジオ番組で語ったことから、店にファンが押し寄せる。

#### 第4夜（第3弾）
森本宗太郎編第3弾
児島美佳：滝沢沙織
夏子が入院した病院の看護師。駅構内で森本に怪我を負わせてしまったことに責任を感じ、私生活でも森本の自宅に食事を作りに行くなど献身的に世話をするようになる。「オリエント快速」のハンドルネームを持つ鉄子である。
菜々子：谷花音
両親は再婚し、家族仲睦まじく暮らしている。森本とは主にネット上でやりとりをしている。ブログを持っており、オリエント快速からはよくコメントが来ている。
河村宗介：片岡信和
転んで骨折し、森本と同室に入院する。美佳に対する親しげな振る舞いから森本の一方的な嫉妬を受ける。
夏子：石河美幸
秋子：鳥居美江

#### 第5夜（第3弾）
吉川一美編第3弾
吉川一美：松井玲奈（SKE48 / 乃木坂46）
自分と同様に山下の詐欺被害に遭った静子、カンナと意気投合し、「被害者の会」を結成。山下を懲らしめるための計画を実行する。
山下誠一郎：小野武彦
駅で「財布を無くして電車に乗れない」と人々から500円を借りる寸借詐欺を続けている。さらに偽物の真珠を売りつける詐欺行為も行っている。一美にその行為を咎められると、「私は『いいことをすると気持ちがいい』ということを人に教えるためにやっている」と主張する。
雪野静子：いとうあさこ
OL。山下に500円を貸した件を「いいことをした」とツイートしたら、それが詐欺であると指摘を受ける。騙されやすい性格で、何度も勧誘詐欺や結婚詐欺に遭っている。
藤井カンナ：やしろ優
大学生。静子と同じ日に同じ駅で山下に500円を貸し、静子のツイートでそれが詐欺だと知る。似顔絵ソフトを使って山下の再現イラストを作る。

### 第4弾 (2016年)
2016年2月2日から2月5日の未明（深夜）に4夜連続放送。2月13日に完全版が放送された。六角、松井が同一人物役で出演している他、第3夜は前作第3夜の後日談である。前作に出演した小林といとうは同一の役で別のエピソードに出演する。

#### 全話共通（第4弾）
森本宗太郎：六角精児
名古屋鉄道忘れ物承り所主任。第4夜では主演として登場。
第1夜から第4夜のエンディング直後には『主任の夜』としてアナザーストーリー（サントリー「ザ・プレミアム・モルツ」とのタイアップインフォマーシャル）も放送。

#### 第1夜（第4弾）
吉川一美編第4弾・石川健太編第1弾・小林豊編第2弾
吉川一美：松井玲奈
香港旅行からの帰り、中部国際空港駅からの電車の中でスーツケースを石川のものと取り違える。自宅に戻った翌日にその中身を見て、密輸や恐喝などの悪事に巻き込まれてしまったと勘違いする。
石川健太：野間口徹
「東海美容クリニック」事務長。香港での仕事からの帰り、中部国際空港駅からの電車の中でスーツケースを取り違え、翌日に会社でそれに気付く。その中には「整形ビフォーアフターリスト」などの極秘資料が入っており、急いでそれを取り戻そうと躍起になる。
小林豊：小林豊（BOYS AND MEN）
本人役。香港での撮影からの帰り、空港のタクシー乗り場で待つファンを避けるために電車を選び、一美や石川と同じ車両に乗る。
女性：江上敬子（ニッチェ）
忘れ物承り所に財布を届けに来た女性。一美や石川と同じスーツケースを持っていたため、二人にそれが自分のものだと勘違いされる。
その他のキャスト
中部国際空港の受付：こじまけいこ
dela：dela（沢井里奈、秋波愛、架乃愛美）
本人役。皆「東海美容クリニック」で美容手術を受けた顧客であった。沢井は別の出演ドラマ『三人兄弟』の「沢井ちゃん」として登場する。

#### 第2夜（第4弾）
深見圭介編第1弾
深見圭介：吹越満
美咲の父。弥富で金魚の養魚場を営む。美咲が高校生になってからは、塾帰りの車の中だけが美咲と会話できる場所である。
深見美咲：宮﨑香蓮
美術大学進学を目指し、毎日弥富から犬山の塾に通う高校生。内心では常に父親に感謝しているが、受験への苛立ちや誤解から話をしなくなっていた。
深見奈美：松下由樹
美咲の母。美咲の美大受験に対して圭介よりも理解があり、美咲との関係も良好である。
山口：山内涼平
美咲が通う塾の友人。圭介は美咲の彼氏だと誤解する。

#### 第3夜（第4弾）
#第3弾第3夜の続編である。ラーメンえん楽編第2弾
今村武雄：大杉漣
ラーメン屋「えん楽」閉店後、面倒を見ていた孫が自分の手を離れてしまい、日々の張り合いを失っていた。知人に頼まれて料理教室講師の代理を務める。
池谷小夜子：石野真子
足裏マッサージ店を営む。料理教室で今村の生徒として出会い、婚活パーティーで偶然今村と会う。第1夜の中で、一美の母が一美に「小夜子さんのとこで足裏マッサージしてもらったら」と発言している。
前田清：波岡一喜
自分のラーメン屋を開店し、ラーメン作りの努力を続けている。今村を気遣い、騙して婚活パーティーに参加させる。
その他のキャスト
大輝：小久保颯吾
今村の孫。
きくち教児

#### 第4夜（第4弾）
森本宗太郎編第4弾
雪野静子：いとうあさこ
秋子の仲介で森本とお見合いをする。お見合いに当たり森本の趣味である鉄道を勉強し、にわかに鉄道ファンになる。男に優しくされた経験がないため、優しくしてくれた森本をすぐ好きになり、森本も本気で交際を申し込もうとするが田舎に帰って別の男性と結婚とすると告げて去っていく。
菜々子：谷花音
森本の「マネージャー」と自称し、静子とのデートに常に同行する。静子は森本に不相応だと考え交際を諦めるよう迫るが、静子の気持ちを聞いて応援するようになる。
夏子：石河美幸
秋子：鳥居美江
小野寺：森美紅
秋子が紹介してきた森本の見合い相手。
謎の女性：増井みお（PASSPO☆）
忘れ物承り所に来た客。

### 2017 (第5弾)
正式タイトルは『名古屋行き最終列車2017』。名古屋テレビ放送開局55周年記念作品として、2017年2月7日から2月10日の未明（深夜）に4夜連続放送。本作品はローカル放送のドラマとしては初めて4Kで全編を撮影した。4話すべて既発のエピソードの続編である。

#### 全話共通 (第5弾)
森本宗太郎：六角精児
第4夜では主演。その中で10年前までは車掌として働いていたことが明かされた。

#### 第1夜 (第5弾)
#第3弾第3夜、#第4弾第3夜の続編である。ラーメンえん楽編第3弾
今村武雄：大杉漣
前田清：波岡一喜
自分のラーメン屋「清楽」はメディアにも取り上げられる人気店となった。所用のため1週間店を開けることになり、その留守を今村に託す。
堀内：関太（タイムマシーン3号）
「清楽」の店員。
山本麻耶：黒川芽以
今村が最終列車でよく一緒になる女性。正義感が強く、態度の悪い乗客を叱る。

#### 第2夜 (第5弾)
#第4弾第2夜の続編である。深見圭介編第2弾・小林豊編第3弾
深見圭介：吹越満
仕事以外に趣味がなく、奈美のいない週末は金魚の研究に没頭している。
深見奈美：松下由樹
美咲が家を出てから、圭介に週末は夫婦別に過ごしたいと提案。その時間を「昔からやってみたかった」アイドルの追っかけに費やす。
深見美咲：宮﨑香蓮
東京の大学に進学した。電話で圭介・奈美それぞれの相談に答える。
小林豊：小林豊（BOYS AND MEN）
本人役。奈美が夢中になるアイドル。

#### 第3夜 (第5弾)
吉川一美編第5弾
吉川一美：松井玲奈
会社が倒産し、再就職先が決まらない。毎晩最終電車の時間まで飲み明かして過ごしている。
柏木隆：浜野謙太
プロのミュージシャンを目指し、駅前でトロンボーンの路上ライブを続ける青年。優等種別の停まる主要な駅を追われ、急行の止まらない富士松駅に流れ着いた。
その他のキャスト
社員：JOY
柏木が働く「安全太郎」を作る工場の同僚。
剛おじさん：天田将行
一美のおじの歯科医。
テレビ番組の司会：YO!YO!YOSUKE、塩尻奈都子（メ〜テレアナウンサー）
dela

#### 第4夜 (第5弾)
森本宗太郎編第5弾
篠山あやめ ：入山法子
菜々子のホームページにコメントを寄せていた「音鉄」の女性。森本と菜々子に音鉄について教える。
菜々子：谷花音
夏子と秋子から森本と趣味が合う結婚相手を探してほしいと頼まれる。
夏子：石河美幸
秋子：鳥居美江
唐沢：菅沼翔也
名鉄の車掌。あやめはその声の大ファンである。

### 2018 (第6弾)
正式タイトルは『名古屋行き最終列車2018』。名古屋テレビ放送開局55周年記念作品として、2018年1月16日から3月20日までの毎週火曜 0:20 - 0:50（毎週月曜深夜）に連続放送。TVerなどでも配信。

#### 第1話 (第6弾)
吉川一美編第6弾1
吉川一美：松井玲奈
加納由香：堀内敬子
プロボウラー。
その他のキャスト
佐戸井けん太
山口千景
水谷若菜（現役プロボウラー）

#### 第2話 (第6弾)
#第4弾第2夜、#第5弾第2夜の続編である。深見圭介編第3弾
深見圭介：吹越満
深見奈美：松下由樹
深見美咲：宮﨑香蓮
東京の大学で妊娠してしまい、相手にそれを告げられずに帰郷してきた。
その他のキャスト
武田一馬

#### 第3話 (第6弾)
小林豊編第4弾・藤田未来編第1弾
小林豊：小林豊（BOYS AND MEN）
本人役。コンサートを終えて帰りの列車に乗り、ファンレターを読んでいると、携帯の呼び出し音が鳴る。それは忘れ物を届けてほしいという未来からのお願いだったのだ。小林は運良く出ることができて最終列車で彼女に届けられたのだが…！？
藤田未来：花澤香菜
OLを辞め、子供の頃からの夢である女優を目指すために小劇団に入った。小道具係をしているがその大事な小道具（鉄板イタリアスパゲッティのサンプル）を忘れてしまい、小林に届けてもらう。
その他のキャスト
山西竜矢

#### 第4話 (第6弾)
森本宗太郎編第6弾
森本宗太郎：六角精児
相良真紀：宇野実彩子（AAA）
宗太郎がダイエットのために訪れたジムのトレーナー。職業に似合わずＢ級グルメを好み、男性の好みはぽっちゃり。
堀内：関太（タイムマシーン3号）
菜々子：谷花音

#### 第5話 (第6弾)
吉川一美編第6弾2
吉川一美：松井玲奈
河井伸一：内山信二
僧侶。テレビで講話番組を持つほどの父にコンプレックスがあり、講話ができずに話し方教室に通っている。
森本宗太郎：六角精児
その他のキャスト
梅沢昌代
嶋崎伸夫

#### 第6・7話
石川健太編第2弾・東野西男編第2弾
石川健太：野間口徹
東野西男：今野浩喜
バーのマスター。名古屋発の最終列車に乗り遅れた石川たち5人を店に迎え入れる。
堀内：関太（タイムマシーン3号）
南田北吉：米山伸伍
森本宗太郎：六角精児
本村いずみ：中村静香
ホステス。
正岡：和泉ちぬ
教師。
植木：平塚直隆
サラリーマン。
小泉遥 病院スタッフ。

#### 第8話（第6弾）
工藤愛子編第1弾
工藤愛子：日比美思
高校生。プロゴルファーを目指している。
桐野誠一：狩野健斗
高校生。毎朝愛子の通学列車で同じ車両に乗っている。
木村：手塚とおる
愛子のゴルフコーチ。
田中陽介：岡山天音
誠一の親友。

#### 第9話 (第6弾)
#第3弾第3夜、#第4弾第3夜、#第5弾第1夜の続編である。ラーメンえん楽編第4弾
今村武雄：大杉漣
ラーメン屋「えん楽」閉店後、今村が最終列車でよく一緒になって知り合った麻耶の赤ん坊を世話するのが生き甲斐となっているが、ふとしたことで昔の客と出会ったことがきっかけで、「えん楽」を再開する。
池谷小夜子：石野真子
2年ぶりに帰国してきた。今村が赤ん坊をあやす様子を見て…！？
前田清：波岡一喜
「えん楽」の再開を手伝う事になる。
山本麻耶：黒川芽以
5ヶ月の赤ん坊を育てるシングルマザー。

#### 第10話 (第6弾)
吉川一美編第6弾3・木下雄介編第1弾
吉川一美：松井玲奈
高橋修一：渡辺いっけい
高校教師。
木下雄介：矢本悠馬
高橋が勤務する高校の唯一の卓球部員。
森本宗太郎：六角精児

### 2019 (第7弾)
正式タイトルは『名古屋行き最終列車2019』。2019年1月15日から3月26日までの毎週火曜 0:25 - 0:55（毎週月曜深夜）に連続放送。ひかりTVで先行配信TVerなどでも配信。開局55周年記念番組。

#### 第1話 (第7弾)
吉川一美編第7弾
吉川一美：松井玲奈
取材のため名古屋行き最終列車で名古屋駅にやって来た。そこで一風変わった男性カメラマンを見つけ、取材をすることに。
鈴木福
皆川猿時
ナナちゃん人形に話しかけながら写真を撮っているカメラマン。一美の取材を受けた。
沢口愛華（dela）
桜木彩音（dela）
間瀬遥花

#### 第2話 (第7弾)
木下雄介編第2弾・東野西男編第3弾
木下雄介：矢本悠馬
高校を卒業し、えびせんべい工場で働いている。
東野西男：今野浩喜
卓球場で雄介と知り合い、友人になる。
里美：筧美和子
雄介が同じ通勤列車で見かける美人のOL。電車内の忘れ物をきっかけに彼と急接近する。
水野勝（BOYS AND MEN）
野々村のん

#### 第3話 (第7弾)
山中みゆき編第1弾
山中みゆき：柚希礼音
商店街で八百屋の女将を務めるシングルマザー。
山中花梨：野澤しおり
みゆきの娘。小学2年生。
飯田基祐
津田真澄

#### 第4話 (第7弾)
藤田未来編第2弾
藤田未来：花澤香菜
神戸：神戸浩
未来が所属する小劇団の座長。
山西徹：東根作寿英

#### 第5話 (第7弾)
ラーメンえん楽編第5弾
安田昌平：寺島進
サングラスをかけ、ぶらりとえん楽を訪れた謎の男。20年前、先代店主の今村の下で働いていたというが…。
前田清：波岡一喜
山本麻耶：黒川芽以
堀内：関太（タイムマシーン3号）

#### 第6話 (第7弾)
小林豊編第5弾
小林豊：小林豊（BOYS AND MEN）
本人役。実際の小林本人の夢であったパティシエに挑戦する。
奥田洋平
白石紘一

#### 第7話 (第7弾)
深見圭介編第4弾
深見圭介：吹越満
美咲と奈美が東京へ行き、弥富で一人暮らしを始めた。加奈子に家事を手伝ってもらい、仲良くしていたある日、夕食を食べているとそこに奈美が帰ってきて…
深見奈美：松下由樹
深見美咲：宮﨑香蓮
加奈子：木下あゆ美
深見家の近所に住む主婦。圭介の家事を手伝っている。

#### 第8話 (第7弾)
工藤愛子編第2弾
工藤愛子：日比美思
陽介と交際して1年、高校三年生になった。ゴルフの推薦で大学への進学も決まっているが彼のことが心配でならない。
田中陽介：岡山天音
難関大学を受けるのだが、のんびり構えている。
五味多恵子
木村：手塚とおる
沢井里奈（dela）

#### 第9話 (第7弾)
石川健太編第3弾
岸井波那：藤野涼子
石川健太：野間口徹
中村里帆
宮部のぞみ
Mr.マリック
ノッチ（デンジャラス）
佐野俊輔
清里千聖
綾瀬麗奈（dela）
中村浩一
草野浩之
伊藤玄紀

#### 第10話 (第7弾)
森本宗太郎編第7弾
森本宗太郎：六角精児
菜々子：谷花音
郷田：津田寛治
自称、筋金入りの鉄道ファン。宗太郎と弟子の菜々子と出会い、意気投合する。
夏子：石河美幸
秋子：鳥居美江

### 〜夏〜内海で愛を叫ぼう
正式タイトルは『名古屋行き最終列車2019〜夏〜内海で愛を叫ぼう』。2019年8月3日の16:25 - 16:55に「花火大会 前ver.」が放送された。8月17日にケーブルテレビCNCIグループ11社のコミニティチャンネルによる生放送とメーテレ公式YouTubeチャンネルによる生配信で「花火大会 当日ver.」を、8月27日の0:59 - 1:37に「花火大会 後ver.」をそれぞれ放送。第6弾で卓球部顧問の高校教師を演じた渡辺いっけいが同一の役で出演。また、第6弾でホステス「いずみ」を演じた中村静香は、同じ「いずみ」という名の役で出演する。
吉見敦：三隅一輝（BOYS AND MEN研究生）
写真部部員。メ〜テレのプロデューサーであるおじの話に乗り、駿と達也と一緒に「ウルフィの海の家」の住み込みバイトをする。
大野駿：松岡拳紀介（BOYS AND MEN研究生）
写真部部員。
山井達也：中原聡太（BOYS AND MEN研究生）
写真部部員。
かすみ：北川愛乃（SKE48）
内海で合宿中の卓球部の女子。
ひな：仲村和泉（SKE48）
卓球部の女子。
みま：青海ひな乃（SKE48）
卓球部の女子。
本村いずみ：中村静香
本村の妹。夫と喧嘩をして内海の実家に戻り、「ウルフィの海の家」で兄を手伝う。敦たちを翻弄する。
本村：越村友一
「ウルフィの海の家」店長。高橋の後輩。
憲太郎：スギちゃん
いずみの夫。
女子高生：神田風音（dela）
司会者：YO!YO!YOSUKE
本人役。
高橋修一：渡辺いっけい
卓球部の顧問。内海で生まれ育った。

### 2020 (第8弾)
正式タイトルは『名古屋行き最終列車2020』。2020年1月28日から1月31日の未明（深夜）に4夜連続放送。前作をもって第1弾からレギュラー出演していた松井が卒業。本編とは別に2月2日の未明（1日深夜）にSKE48の須田亜香里、大場美奈、江籠裕奈、野島樺乃、北野瑠華が出演するSKE48編が放送され、本編にも各話1、2名が出演した。また、この番組の収録に主に使用していた5300系・5700系は、本作の放送1ヶ月前である2019年12月をもって廃車となった。

#### 第1話 (第8弾)
山中みゆき編第2弾
山中みゆき：柚希礼音
山中花梨：野澤しおり
実はみゆきの実子ではなく亡くなった兄夫婦の一人娘であり、彼女が引き取って親子として暮らしている。
八代貴志：上川周作
花梨の歯の治療に連れていった歯科医。彼はみゆきに一目惚れしてしまい…！？
永田晴男：窪塚俊介
商店街で魚屋をしているみゆきの幼馴染み。彼も同じくみゆきに恋心を抱いていたのだが…！？
須田亜香里（SKE48）
前田清：波岡一喜
津田真澄

#### 第2話 (第8弾)
ラーメンえん楽編第6弾
安田昌平：寺島進
今村の兄弟子と名乗り、えん楽を切り盛りしている。かつて店の金を盗んで逃げた男であるが、今村からの伝言により涙して残っている。だが昌平には許嫁がいたといい、その女性が現れた。
今村小夜子：石野真子
今村と結婚し、清からプレゼントされた世界一周旅行から帰ってきた。
前田清：波岡一喜
木平涼子：中島ひろ子
30年前に昌平と結婚の約束までしたにも関わらず、別れている。ある日、昌平が仕事帰りの最終列車で偶然彼女を見かけて…！？
大場美奈（SKE48）
綾瀬麗奈（dela）

#### 第3話 (第8弾)
藤田未来編第3弾
藤田未来：花澤香菜
山西が立ち上げた料理番組の司会に抜擢される。今回は10人の役を演じ分けることになる。
山西徹：東根作寿英
未来の元上司。
神戸：神戸浩
劇団の演出家。
山中みゆき：柚希礼音
江籠裕奈（SKE48）

#### 第4話 (第8弾)
森本宗太郎編第8弾
森本宗太郎：六角精児
SR車（5300・5700系）が引退を迎えるに当たり、さよなら運行をして欲しいと局長に頼み込む。忘れ物センターから異動で20年振りに車掌となった宗太郎はラストランである奇跡を起こすことに。
菜々子：谷花音
田村健太郎
有村瑠香：宮下かな子
大場美奈（SKE48）
北野瑠華（SKE48）

#### SKE48編 (第8弾)
「もし、私がSKE48に入っていなかったら…」という世界観の中の、彼女達のエピソード。劇中では架空の本人役として登場する。SKE48編第1弾・東野西男編第4弾
東野西男：今野浩喜

### 三河線編
正式タイトルは『名古屋行き最終列車〜三河線編〜』。2020年11月3日（2日深夜）から5日（4日深夜）の3夜連続で放送された。主演は鈴木福、ヒロインは末永桜花（SKE48）。溝口新編第1弾
溝口 新：鈴木福
東大寺杏璃：末永桜花（SKE48）
溝口 学：越村友一

### 2021 (第9弾)
正式タイトルは『名古屋行き最終列車2021』。2021年2月14日（13日深夜）から2月18日の未明（17日深夜）に5夜連続放送。

#### 第1話〜新劇団編〜
藤田未来編第4弾・東野西男編第5弾
藤田未来：花澤香菜
バイト先でも失敗続きで、東野に悩みを聞いてもらう。新しい劇団のオーディションで彼と偶然再会する。
東野西男：今野浩喜
藤田未来の母：小林さやか
丹羽智則
秋田卓郎

#### 第2話〜ラーメン誕生日編〜
ラーメンえん楽編第7弾
安田昌平：寺島進
えん楽でしばし母親の帰りを待つ小学生の健に声をかけ、あることを計画することに。天涯孤独の身である昌平はどうするのか。
前田清：波岡一喜
山本麻耶：黒川芽以
堀内：関太（タイムマシーン3号）
健：山下心煌
母親の誕生日会を開きたいと昌平に伝える。

#### 第3話〜ボートレース編〜
森本宗太郎編第9弾
森本宗太郎：六角精児
本エピソードでは新たな趣味、ボートレースを始める。
木村コーチ：手塚とおる
奥川聖良：小野莉奈
菜々子：谷花音
工藤愛子：日比美思
堀優子
高井泉帆
西澤ひろ
古田衣美

#### 第4話〜10歳の壁編〜
山中みゆき編第3弾
山中みゆき：柚希礼音
山中花梨：野澤しおり
八代貴志：上川周作
稲沢朋子
津田真澄
岩井久美子

#### SKE48編 (第9弾)
「もし、私がSKE48に入っていなかったら…」という世界観の中の彼女達のエピソード。劇中では三河線編と同じ役名で登場する末永を除いて架空の本人役として登場し昨年の1年後を描く。SKE48編第2弾
須田亜香里（SKE48）
大場美奈（SKE48）
古畑奈和（SKE48）
野島樺乃（SKE48）
東大寺杏璃：末永桜花（SKE48)
青海ひな乃（SKE48）
夏に登場した役とは無関係。
奥野瑛太
ほしのディスコ（パーパー）

### 2022 (第10弾)
正式タイトルは『名古屋行き最終列車2022』。2022年1月18日（17日深夜）から火曜日未明に4週連続で放送。他に花澤香菜主演の特別編がひかりTVで独自配信される。今回は名古屋鉄道以外に長良川鉄道、リニモ、樽見鉄道、あおなみ線も舞台として取り上げられた。主に昨年の1年後の話である。

#### 第1話 (第10弾)
森本宗太郎編第10弾・深見圭介編第5弾
森本宗太郎：六角精児
引っ越しをするのだが、高校時代から35年間借りっぱなしだった白いギターが気になっていて作業が止まっていた。
深見圭介：吹越満
本エピソードでは宗太郎とは幼馴染という設定である。
深見奈美：松下由樹
東大寺杏璃：末永桜花（SKE48)
章藤いちご
香田メイ（OS☆U）

#### 第2話 (第10弾)
ラーメンえん楽編第8弾
安田昌平：寺島進
ラーメン店に来た女性客：小野花梨
前田清：波岡一喜
とおやま優子
末吉康治

#### 第3話 (第10弾)
SKE48編第3弾。「もし私がSKE48に入っていなかったら」という架空の世界での彼女たちのエピソード。
大場美奈
4月の卒業を記念して、主演を務める。ブラック企業を退職し、ボートレースとこなめの広報部員に転職した。
須田亜香里
劇中ではMoooviとこなめスタッフであり、母親になっている。須田は役作りで髪を黒く染めている。
末永桜花
第1話では六角と共演したが、それとは無関係の役である。
坂本真凛
ボートレーサー。
林美澪

#### 第4話 (第10弾)
森本宗太郎編第11弾
森本宗太郎：六角精児
菜々子：谷花音
カナダ留学から1年振りに帰国してきた。カナダ人の彼氏ができたと宗太郎に紹介する。
加納由香：堀内敬子
劇中ではセーラー服を着ているシーンや歌唱シーンがある。
Kuro

#### 樽見鉄道編
当初はひかりTVでの配信限定であった。藤田未来編第5弾
『名古屋行き最終列車2022 〜樽見鉄道編〜』
藤田未来：花澤香菜
石川に人間違いをされてしまい、写真を見せられ驚く。彼に頼まれ自分と瓜二つの他人を探す旅に出ることに。
石川健太：野間口徹
北野瑠華（SKE48）
『名古屋行き最終列車2022 〜樽見鉄道に再び乗る編〜』
藤田未来：花澤香菜
モレラ岐阜で出版イベントを行うため、再び樽見鉄道に乗ることに。今作では花澤は一人二役を務めている。
別府ともひこ（エイトブリッジ）
渡邉美穂
鈴木誉
田辺美月（SKE48）

### 大垣編
正式タイトルは『17歳の監督 〜名古屋行き最終列車大垣編〜』。2023年2月13日（12日深夜）・19日（18日深夜）放送。主演は鈴木福。三河線編の続編に当たる。溝口新編第2弾
溝口新：鈴木福
花岡めぐみ：大原優乃
今作のヒロイン。
東大寺杏璃：末永桜花（SKE48）
井頭愛海
田村侑久（BOYS AND MEN）
高柳明音（元SKE48）

## スタッフ
- 監督 - 神道俊浩（メ〜テレ）
- 脚本 - 菊原共基
- 助監督 - 宮田大樹
- プロデューサー - 大池雅光（メ〜テレ）
- チーフプロデューサー - 原口淳（メ〜テレ）

## 放送日程・サブタイトル
第1弾
| 話数                   | 放送日         | 放送時間            | サブタイトル                |
| ---------------------- | -------------- | ------------------- | --------------------------- |
| 1番ホーム              | 2012年12月18日 | 0:20 - 0:50         | 〜23時40分 名鉄岐阜発〜     |
| 2番ホーム              | 2012年12月19日 | 0:20 - 0:50         | 〜23時31分 中部国際空港発〜 |
| 3番ホーム              | 2012年12月20日 | 0:20 - 0:50         | 〜23時20分 新鵜沼発〜       |
| 4番ホーム              | 2012年12月21日 | 0:20 - 0:50         | 〜23時34分 東岡崎発〜       |
| スペシャル完全版[注 2] | 2012年12月22日 | 15:30 - 17:25[注 3] |                             |
| 傑作選[注 4]           | 2015年1月25日  | 0:55 - 1:59         |                             |
第2弾
| 話数                   | 放送日        | 放送時間[注 5]      |
| ---------------------- | ------------- | ------------------- |
| 第1夜                  | 2014年1月28日 | 0:15 - 1:15         |
| 第2夜                  | 2014年1月29日 | 0:15 - 0:45         |
| 第3夜                  | 2014年1月30日 | 0:15 - 0:45         |
| 第4夜                  | 2014年1月31日 | 0:15 - 0:54         |
| スペシャル完全版[注 6] | 2014年2月1日  | 14:55 - 17:25[注 7] |
| 傑作選[注 8]           | 2015年1月12日 | 14:00 - 15:00       |
第3弾
| 話数                   | 放送日        | 放送時間             |
| ---------------------- | ------------- | -------------------- |
| 第1夜                  | 2015年2月3日  | 0:20 - 0:50          |
| 第2夜                  | 2015年2月4日  | 0:20 - 0:50          |
| 第3夜                  | 2015年2月5日  | 0:20 - 0:50          |
| 第4夜                  | 2015年2月6日  | 0:20 - 0:50          |
| 第5夜                  | 2015年2月7日  | 0:26 - 0:56          |
| スペシャル完全版[注 9] | 2015年2月7日  | 14:00 - 16:30[注 10] |
| 特別版[注 11]          | 2015年3月29日 | 3:09 - 4:26          |
特別版
| 題名                                                                 | 放送日        | 放送時間    |
| -------------------------------------------------------------------- | ------------- | ----------- |
| 松井玲奈特別三両編成「名古屋行き最終列車」 〜出発の夜明け前〜[注 12] | 2015年8月30日 | 2:30 - 4:25 |
第4弾
| 話数             | 放送日        | 放送時間      |
| ---------------- | ------------- | ------------- |
| 第1夜            | 2016年2月2日  | 0:20 - 0:50   |
| 第2夜            | 2016年2月3日  | 0:20 - 0:50   |
| 第3夜            | 2016年2月4日  | 0:20 - 0:50   |
| 第4夜            | 2016年2月5日  | 0:20 - 0:50   |
| スペシャル完全版 | 2016年2月13日 | 14:35 - 16:30 |
第5弾
サブタイトルはスペシャル完全版にて示されたもの。
| 話数             | 放送日        | 放送時間      | サブタイトル         |
| ---------------- | ------------- | ------------- | -------------------- |
| 第1夜            | 2017年2月7日  | 0:20 - 0:50   | リタイアした男       |
| 第2夜            | 2017年2月8日  | 0:20 - 0:50   | 金魚の母             |
| 第3夜            | 2017年2月9日  | 0:20 - 0:50   | トロンボーンを抱く女 |
| 第4夜            | 2017年2月10日 | 0:20 - 0:50   | 音鉄の女             |
| スペシャル完全版 | 2017年2月11日 | 15:00 - 16:55 |                      |
第6弾
| 話数   | 放送日        | 放送時間           | サブタイトル |
| ------ | ------------- | ------------------ | ------------ |
| 第1話  | 2018年1月16日 | 0:20 - 0:50        |              |
| 第2話  | 2018年1月23日 | 0:20 - 0:50        |              |
| 第3話  | 2018年1月30日 | 0:20 - 0:50        |              |
| 第4話  | 2018年2月6日  | 0:20 - 0:50        |              |
| 第5話  | 2018年2月13日 | 0:30 - 1:00[注 13] |              |
| 第6話  | 2018年2月20日 | 0:30 - 1:00[注 13] |              |
| 第7話  | 2018年2月27日 | 0:20 - 0:50        |              |
| 第8話  | 2018年3月6日  | 0:20 - 0:50        |              |
| 第9話  | 2018年3月13日 | 0:20 - 0:50        |              |
| 第10話 | 2018年3月20日 | 0:20 - 0:50        |              |
特別版
| 題名                                                                 | 放送日        | 放送時間      |
| -------------------------------------------------------------------- | ------------- | ------------- |
| 大杉漣さん追悼 「名古屋行き最終列車」 〜あるラーメン屋の主人の物語〜 | 2018年3月12日 | 14:00 - 15:23 |
第7弾
| 話数          | 放送日        | 放送時間    | サブタイトル |
| ------------- | ------------- | ----------- | ------------ |
| 第1話         | 2019年1月15日 | 0:25 - 0:55 |              |
| 第2話         | 2019年1月22日 | 0:25 - 0:55 |              |
| 第3話         | 2019年2月5日  | 0:25 - 0:55 |              |
| 第4話         | 2019年2月12日 | 0:25 - 0:55 |              |
| 第5話         | 2019年2月19日 | 0:25 - 0:55 |              |
| 第6話         | 2019年2月25日 | 0:25 - 0:55 |              |
| 第7話         | 2019年3月5日  | 0:25 - 0:55 |              |
| 第8話         | 2019年3月12日 | 0:25 - 0:55 |              |
| 第9話         | 2019年3月19日 | 0:25 - 0:55 |              |
| 第10（最終)話 | 2019年3月26日 | 0:25 - 0:55 |              |
第8弾
| 話数    | 放送日        | 放送時間    |
| ------- | ------------- | ----------- |
| 第1夜   | 2020年1月28日 | 0:18 - 0:49 |
| 第2夜   | 2020年1月29日 | 0:18 - 0:49 |
| 第3夜   | 2020年1月30日 | 0:18 - 0:49 |
| 第4夜   | 2020年1月31日 | 0:18 - 0:49 |
| SKE48編 | 2020年2月2日  | 0:10 - 0:41 |
三河線編
| 話数  | 放送日        | 放送時間    |
| ----- | ------------- | ----------- |
| 第1話 | 2020年11月3日 | 0:15 - 0:48 |
| 第2話 | 2020年11月4日 | 0:15 - 0:48 |
| 第3話 | 2020年11月5日 | 0:15 - 0:48 |
第9弾
| 話数       | 放送日               | 放送時間       |
| ---------- | -------------------- | -------------- |
| 第1夜      | 2021年2月20日[注 14] | 15:20 - 15:52  |
| 第2夜      | 2021年2月14日        | 23:55 - 翌0:25 |
| 第3夜      | 2021年2月16日        | 0:15 - 0:48    |
| 第4夜      | 2021年2月17日        | 0:15 - 0:48    |
| SKE48編    | 2021年2月18日        | 0:15 - 0:48    |
| スペシャル | 2021年2月21日        | 10:00 - 11:50  |
第10弾
| 話数             | 放送日        | 放送時間     |
| ---------------- | ------------- | ------------ |
| 第1夜            | 2022年1月18日 | 0:15 - 0：48 |
| 第2夜            | 2022年1月25日 | 0:15 - 0：48 |
| 第3夜【SKE48編】 | 2022年2月1日  | 0:25 - 0：58 |
| 第4夜            | 2022年2月8日  | 0:25 - 0：58 |
樽見鉄道編・樽見鉄道に再び乗る編
| 話数                 | 放送日        | 放送時間    |
| -------------------- | ------------- | ----------- |
| 樽見鉄道編           | 2022年12月5日 | 0:30 - 1:02 |
| 樽見鉄道に再び乗る編 | 2022年12月6日 | 0:25 - 0:57 |
17歳の監督～名古屋行き最終列車大垣編
| 話数  | 放送日        | 放送時間    |
| ----- | ------------- | ----------- |
| 第1話 | 2023年2月13日 | 0:25 - 0:57 |
| 第2話 | 2023年2月20日 | 0:25 - 0:57 |

### メ〜テレ以外での各地の放送時間
第1弾
- いずれの局もスペシャル完全版を90分の短縮編集・全3話に再構成[注 15]した特別版が遅れネットで放送された。[注 16]

| 放送対象地域   | 放送局              | 系列           | 放送日時                                          |
| -------------- | ------------------- | -------------- | ------------------------------------------------- |
| 新潟県         | 新潟テレビ21（UX）  | テレビ朝日系列 | 2013年12月28日 1:20 - 2:50                        |
| 大分県         | 大分朝日放送（OAB） | テレビ朝日系列 | 2013年12月28日 2:20 - 3:45                        |
| 沖縄県         | 琉球朝日放送（QAB） | テレビ朝日系列 | 2013年12月29日 2:15 - 3:45                        |
| 石川県         | 北陸朝日放送（HAB） | テレビ朝日系列 | 2013年12月29日 13:55 - 15:25                      |
| 熊本県         | 熊本朝日放送（KAB） | テレビ朝日系列 | 2013年12月29日 14:00 - 15:30                      |
| 北海道         | 北海道テレビ（HTB） | テレビ朝日系列 | 2013年12月30日 1:10 - 2:40                        |
| 長崎県         | 長崎文化放送（ncc） | テレビ朝日系列 | 2013年12月30日 3:10 - 4:40                        |
| 山口県         | 山口朝日放送（yab） | テレビ朝日系列 | 2013年12月30日 15:30 - 17:00                      |
| 青森県         | 青森朝日放送（ABA） | テレビ朝日系列 | 2014年1月3日 16:30 - 18:00                        |
| 山形県         | 山形テレビ（YTS）   | テレビ朝日系列 | 2015年4月1日 - 2015年4月22日 毎週水曜 0:50 - 1:20 |
| 島根県・鳥取県 | 日本海テレビ（NKT） | 日本テレビ系列 | 2014年4月5日 13:00 - 14:55                        |
| 山梨県         | 山梨放送（YBS）     | 日本テレビ系列 | 2015年1月25日 15:00 - 16:55                       |

第2弾
| 放送対象地域 | 放送局              | 系列           | 放送日時                                           | 備考                    |
| ------------ | ------------------- | -------------- | -------------------------------------------------- | ----------------------- |
| 北海道       | 北海道テレビ（HTB） | テレビ朝日系列 | 2014年7月29日 1:40 - 2:10 2014年8月5日 1:20 - 1:50 | 第2夜を放送 第3夜を放送 |
| 近畿広域圏   | 朝日放送（ABC）     | テレビ朝日系列 | 2014年12月27日 2:24 - 3:02                         | 第4夜を放送             |
| 山形県       | 山形テレビ（YTS）   | テレビ朝日系列 | 2015年4月29日 0:50 - 1:20 2015年5月6日 0:50 - 1:20 | 第2夜を放送 第3夜を放送 |

第3弾
| 放送対象地域 | 放送局                | 系列           | 放送期間および放送日時                       | 備考                       |
| ------------ | --------------------- | -------------- | -------------------------------------------- | -------------------------- |
| 北海道       | 北海道テレビ（HTB）   | テレビ朝日系列 | 2015年3月10日 - 4月14日 毎週火曜 1:20 - 1:50 |                            |
| 岩手県       | 岩手朝日テレビ（IAT） | テレビ朝日系列 | 2015年4月1日 - 4月29日 毎週水曜 1:20 - 1:50  |                            |
| 宮城県       | 東日本放送（KHB）     | テレビ朝日系列 | 2015年4月12日 - 5月10日 毎週日曜 2:30 - 3:00 |                            |
| 山形県       | 山形テレビ（YTS）     | テレビ朝日系列 | 2015年5月13日 - 6月10日 毎週水曜 0:50 - 1:20 |                            |
| 石川県       | 北陸朝日放送（HAB）   | テレビ朝日系列 | 2015年11月5日 - 12月3日 毎週木曜 2:05 - 2:35 |                            |
| 近畿広域圏   | 朝日放送（ABC）       | テレビ朝日系列 | 2015年12月26日 2:29 - 3:50                   | 第1夜、第3夜、 第5夜を放送 |

第4弾
| 放送対象地域 | 放送局              | 系列           | 放送期間および放送日時                            | 備考                           |
| ------------ | ------------------- | -------------- | ------------------------------------------------- | ------------------------------ |
| 近畿広域圏   | 朝日放送（ABC）     | テレビ朝日系列 | 2016年7月2日 2:49 - 3:49 2016年8月9日 2:19 - 2:49 | 第4夜、第1夜を放送 第3夜を放送 |
| 神奈川県     | テレビ神奈川（tvk） | 独立局         | 2016年7月6日 - 7月27日 毎週水曜 23:00 - 23:30     |                                |

第6弾
| 放送対象地域 | 放送局              | 系列           | 放送期間および放送日時                 | 備考              |
| ------------ | ------------------- | -------------- | -------------------------------------- | ----------------- |
| 神奈川県     | テレビ神奈川（tvk） | 独立局         | 2018年1月17日 - 毎週水曜 23:00 - 23:30 |                   |
| 石川県       | 北陸朝日放送（HAB） | テレビ朝日系列 | 2018年4月5日 - 毎週木曜 2:00 - 2:30    |                   |
| 青森県       | 青森朝日放送（ABA） | テレビ朝日系列 | 2018年7月23日 - 7月27日 14:53 - 15:50  | 各日2話連続で放送 |
| 新潟県       | 新潟テレビ21（UX）  | テレビ朝日系列 | 2018年12月27日 - 12月31日 0:20 - 1:15  | 各日2話連続で放送 |

第7弾
| 放送対象地域 | 放送局              | 系列           | 放送期間および放送日時                | 備考              |
| ------------ | ------------------- | -------------- | ------------------------------------- | ----------------- |
| 神奈川県     | テレビ神奈川（tvk） | 独立局         | 2019年4月3日 - 毎週水曜 23:00 - 23:30 | 字幕放送あり      |
| 青森県       | 青森朝日放送（ABA） | テレビ朝日系列 | 2019年4月22日 - 4月26日 14:58 - 15:52 | 各日2話連続で放送 |
| 新潟県       | 新潟テレビ21（UX）  | テレビ朝日系列 | 2019年12月26日 - 12月30日             | 各日2話連続で放送 |

第8弾
| 放送対象地域 | 放送局                | 系列           | 放送期間および放送日時                                | 備考                    |
| ------------ | --------------------- | -------------- | ----------------------------------------------------- | ----------------------- |
| 神奈川県     | テレビ神奈川（tvk）   | 独立局         | 2020年2月19日 - 3月18日 毎週水曜 23:00 - 23:30        |                         |
| 全国放送     | ひかりTVチャンネル4Ｋ | CS放送         | 2020年2月23日 - 2020年3月22日 毎週日曜 23:30 - 翌0:00 |                         |
| 新潟県       | 新潟テレビ21（UX）    | テレビ朝日系列 | 2021年1月6日 - 1月8日                                 | 集中放送                |
| 青森県       | 青森朝日放送（ABA）   | テレビ朝日系列 | 2021年8月30日 - 9月1日 13:50 - 14:45                  | 第9弾とあわせて集中放送 |

三河線編
| 放送対象地域 | 放送局             | 系列           | 放送期間および放送日時                | 備考     |
| ------------ | ------------------ | -------------- | ------------------------------------- | -------- |
| 新潟県       | 新潟テレビ21（UX） | テレビ朝日系列 | 2020年12月22日 - 12月24日 0:15 - 0:45 | 集中放送 |

第9弾
| 放送対象地域 | 放送局              | 系列           | 放送期間および放送日時              | 備考                    |
| ------------ | ------------------- | -------------- | ----------------------------------- | ----------------------- |
| 青森県       | 青森朝日放送（ABA） | テレビ朝日系列 | 2021年9月1日 - 9月3日 13:50 - 14:45 | 第8弾とあわせて集中放送 |
| 新潟県       | 新潟テレビ21（UX）  | テレビ朝日系列 | 2022年2月22日 - 2月26日             | 集中放送                |

第10弾
| 放送対象地域 | 放送局             | 系列           | 放送期間および放送日時                | 備考     |
| ------------ | ------------------ | -------------- | ------------------------------------- | -------- |
| 新潟県       | 新潟テレビ21（UX） | テレビ朝日系列 | 2022年12月26日 - 12月29日 0:15 - 0:45 | 集中放送 |

## 受賞歴
- 東京ドラマアウォード2013　ローカルドラマ賞 - 第1弾[26][27]
- 平成26年日本民間放送連盟賞テレビドラマ番組優秀賞 - 第2弾[28]
- 平成27年日本民間放送連盟賞テレビドラマ番組優秀賞 - 第3弾特別版[29][30]

## 映像ソフト
- 2014年6月11日 - 「名古屋行き最終列車」ディレクターズカット版DVD - 第1弾収録
- 2014年6月11日 - 「名古屋行き最終列車 season 2」ディレクターズカット版DVD　 - 第2弾収録
- 2015年6月24日 - 「名古屋行き最終列車 season 3」ディレクターズカット版DVD　 - 第3弾収録
- 2016年6月10日 - 「名古屋行き最終列車 season 4」ディレクターズカット版DVD　 - 第4弾収録
- 2017年6月23日 - 「名古屋行き最終列車 season 5」ディレクターズカット版DVD　 - 「2017」収録
- 2018年8月8日 - 「名古屋行き最終列車2018」DVD BOX - 「2018」収録
- 2019年7月26日 - 「名古屋行き最終列車2019」Blu-ray（本編）&DVD（特典映像） - 「2019」収録
- 2020年6月10日 - 「名古屋行き最終列車2020」Blu-ray（本編）&DVD（特典映像） - 「2020」「内海で愛を叫ぼう完全版」収録
- 2021年6月25日 - 「名古屋行き最終列車2021」Blu-ray（本編）&DVD（特典映像） - 「2021」「三河線編」収録
- 2022年6月29日 - 「名古屋行き最終列車2022」Blu-ray（本編）&DVD（特典映像） - 「2022（樽見鉄道編2作以外）」収録
- 2022年8月17日 - 「名古屋行き最終列車 花澤香菜の華麗なる5年」Blu-ray（本編）&DVD（特典映像） - 花澤香菜が2018年から2022年まで出演した全5作を収録
- 2023年6月28日 - 「名古屋行き最終列車2023」Blu-ray（本編）&DVD（特典映像） - 「樽見鉄道編2作」「大垣編」収録